# Vitögd honungsfågel
Vitögd honungsfågel (Phylidonyris novaehollandiae) är en fågel i familjen honungsfåglar inom ordningen tättingar.

## Utseende
Vitögd honungsfågel är en distinkt honungsfågel med svartstreckad vit undersida. Vidare har den svart på vingar, rygg och huvud samt gula paneler på vingar och stjärt. Den skiljer sig från liknande vitkindad honungsfågel genom att ha två mindre vita fläckar i ansiktet snarare än en stor. 

## Utbredning och systematik
Vitögd honungsfågel delas in i fem underarter:
- Phylidonyris novaehollandiae novaehollandiae – förekommer i sydöstra Queensland, Victoria och South Australia
- Phylidonyris novaehollandiae caudatus – förekommer på King Island och Furneauxöarna i Bass sundet
- Phylidonyris novaehollandiae canescens – förekommer på Tasmanien
- Phylidonyris novaehollandiae campbelli – förekommer på Kangaroo Island i South Australia
- Phylidonyris novaehollandiae longirostris – förekommer i sydvästra Western Australia

## Levnadssätt
Vitögd honungsfågel hittas i kustnära hedar och i trädgårdar. Den ses ofta nära blommande Banksia. Födan består huvudsakligen av nektar men tar också insekter.

## Status
Arten har ett stort utbredningsområde och beståndet anses stabilt. Internationella naturvårdsunionen IUCN listar den därför som livskraftig (LC).

## Bilder

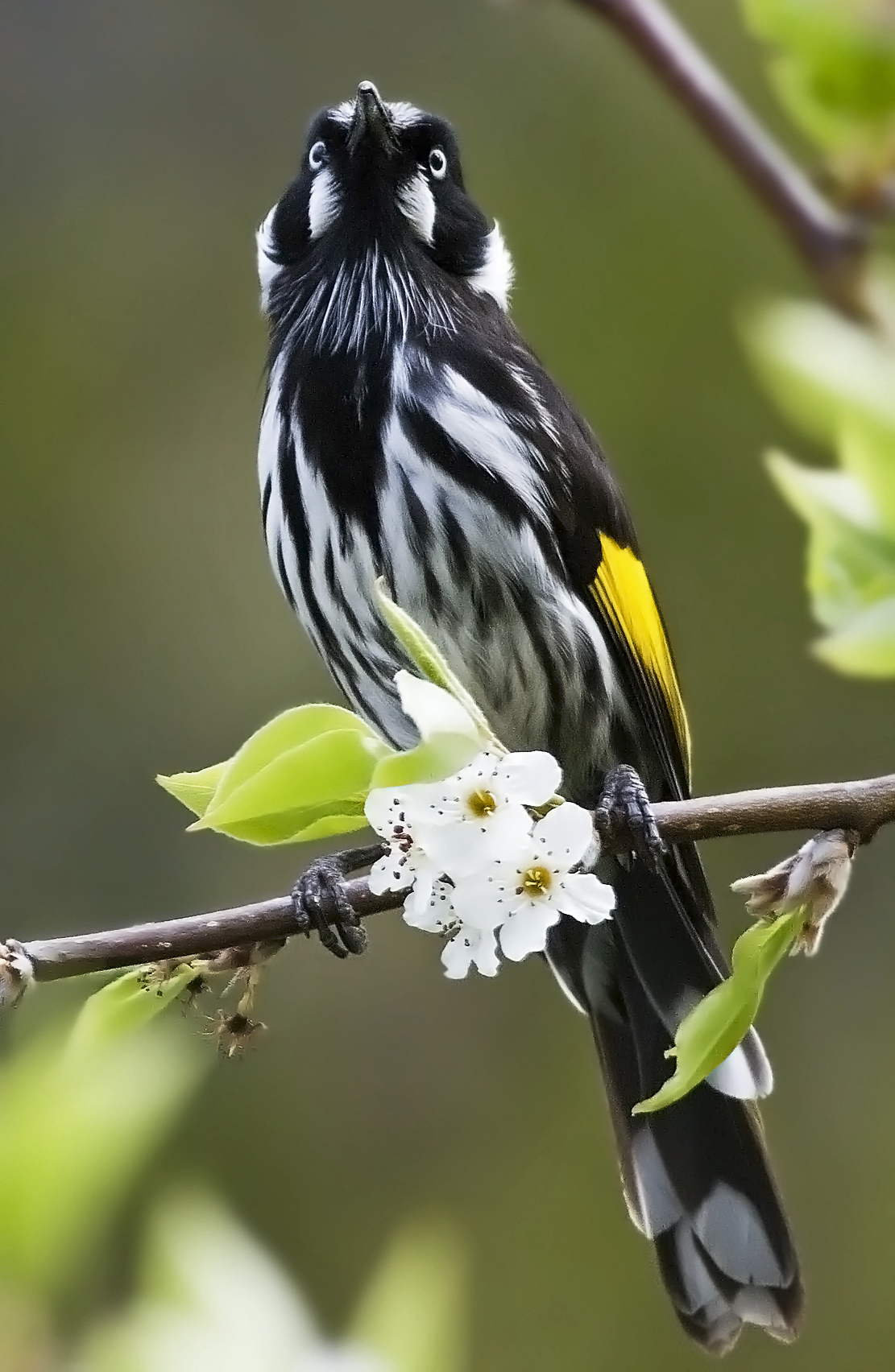
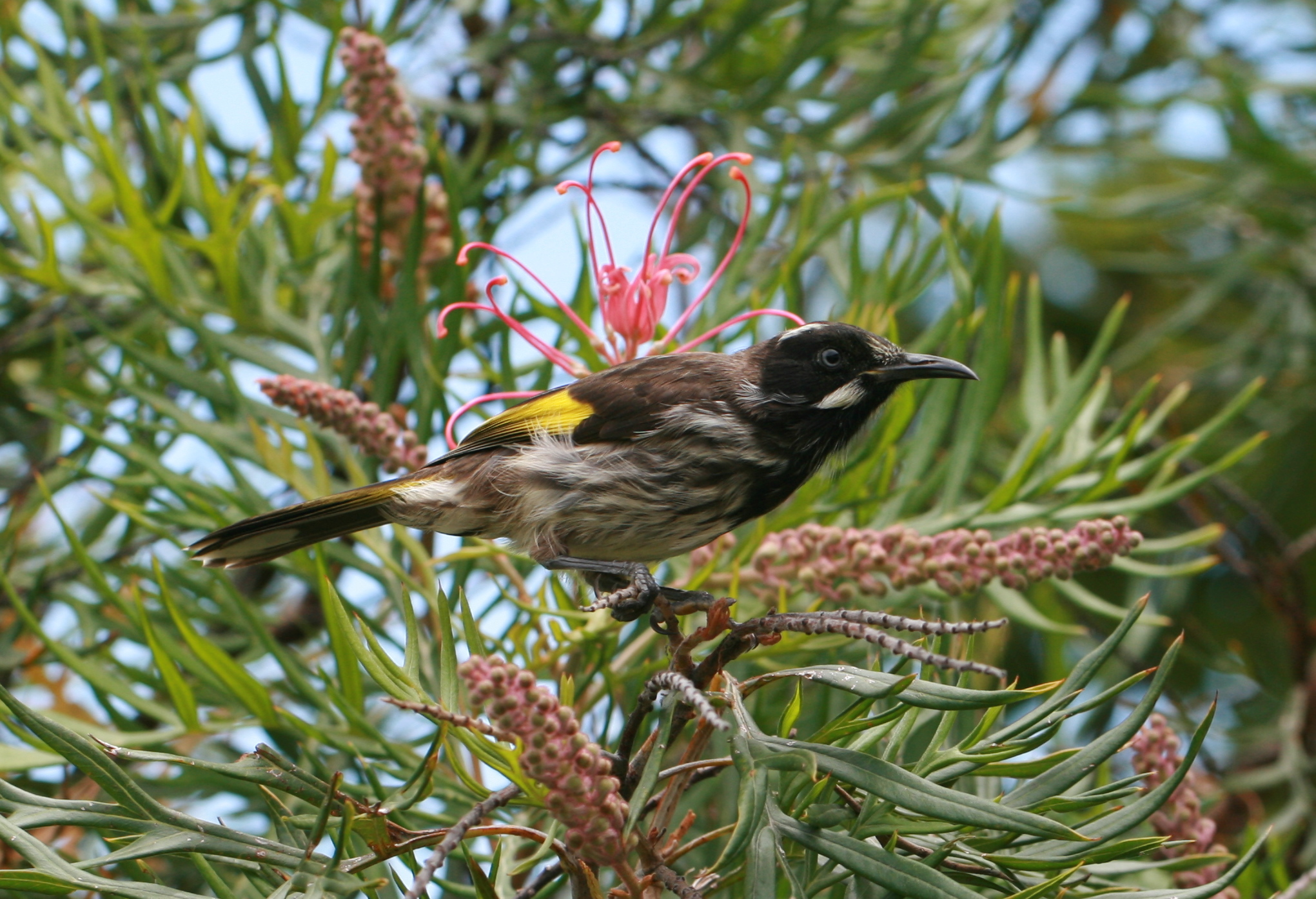
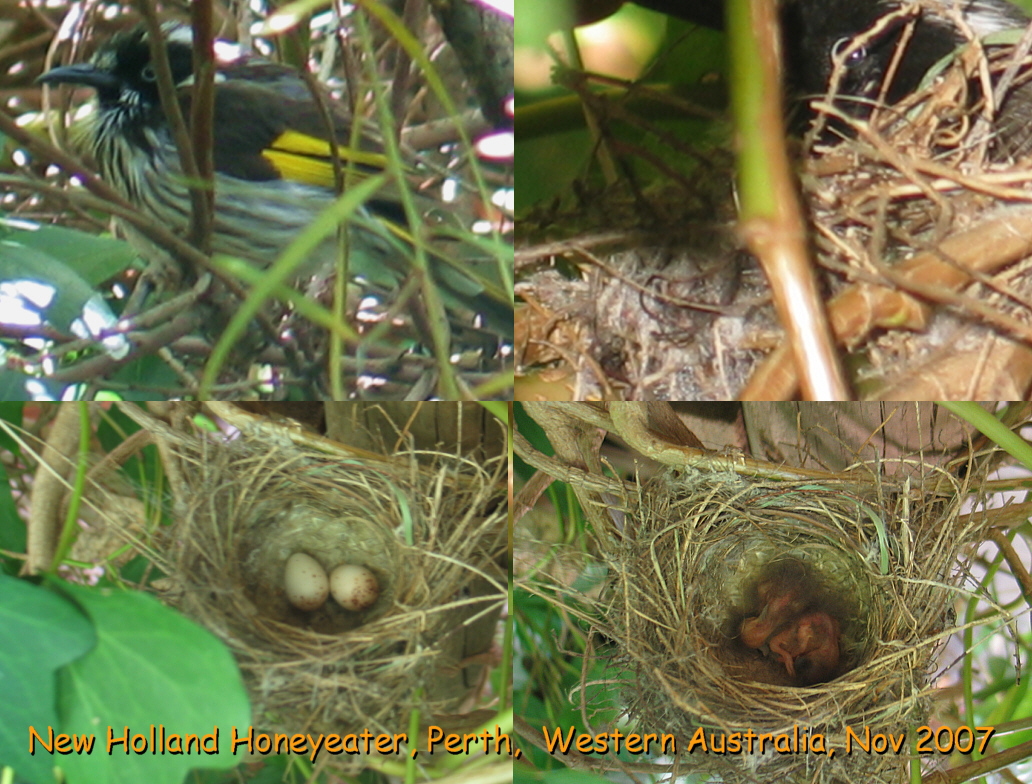